# Porto di Vasto (stacja kolejowa)
Porto di Vasto (wł. Stazione di Porto di Vasto) – stacja kolejowa w Vasto, w prowincji Chieti, w regionie Abruzja, we Włoszech. Znajduje się w strefie przemysłowej Porto di Vasto.
Znajduje się na linii Adriatica.
Według klasyfikacji RFI ma kategorię brązową.

## Historia
Nowy budynek dworca został oddany do użytku 19 lutego 1997.

## Linie kolejowe
- Adriatica